# Mielichhoferia aristata
Mielichhoferia aristata är en bladmossart som beskrevs av Theodor Carl Karl Julius Herzog 1938*. Mielichhoferia aristata ingår i släktet kismossor, och familjen Bryaceae. Inga underarter finns listade i Catalogue of Life.